# 榊枝輝文
榊枝 輝文（さかきえだ てるふみ、1976年8月9日 - ）は、福島県石川郡平田村出身で、日本競輪選手会福島支部に所属する競輪選手。日本競輪学校（以下、競輪学校）第79期生。師匠は添田広福（競輪学校第49期生）。ホームバンクは泉崎国際サイクルスタジアム。

## 来歴
学校法人石川高等学校在籍時代の1994年、富山競輪場で行われた全国高等学校総合体育大会自転車競技大会・1kmタイムトライアルで優勝。また同年に豊橋競輪場で行われた国民体育大会の同種目（少年の部）でも優勝した。
1997年4月19日、いわき平競輪場でデビューし1着。後2日間も勝利し、デビュー場所で完全優勝。
2004年、オールスター競輪（西武園競輪場）で決勝に進出（7着）。全日本選手権（宮城県自転車競技場）のスプリントで優勝。
2009年11月13日、大垣競輪場で行われたFI開催のS級決勝戦で、デビューから20戦無敗の深谷知広の逃げをゴール直前捕らえて勝ち、深谷に初黒星をつけた。